# 1003
1003（千三、せんさん）は、自然数また整数において、1002の次で1004の前の数である。

## 性質
- 1003は合成数であり、約数は 1, 17, 59, 1003 である。
  - 約数の和は1080。
- 300番目の半素数である。1つ前は998、次は1006。
  - 4桁では最小の半素数である。
- 各位の和が4になる16番目の数である。1つ前は400、次は1012。
  -     - n = 17 のときの n と prime(n) との積とみたとき1つ前は848、次は1098。(オンライン整数列大辞典の数列 A033286)

  - 各位の和が桁数に等しくなる10番目の数である。1つ前は300、次は1012。(オンライン整数列大辞典の数列 A061384)
- 1003 = 72 + 152 + 272 = 92 + 92 + 292 = 112 + 212 + 212
  - 3つの平方数の和3通りで表せる140番目の数である。1つ前は997、次は1030。(オンライン整数列大辞典の数列 A025323)
  - 1003 = 72 + 152 + 272
    - 異なる3つの平方数の和1通りで表せる170番目の数である。1つ前は976、次は1012。(オンライン整数列大辞典の数列 A025339)
- 1003 = 13 + 13 + 13 + 103
  - 4つの正の数の立方数の和で表せる285番目の数である。1つ前は999、次は1006。(オンライン整数列大辞典の数列 A003327)

## その他 1003 に関連すること
- 2ちゃんねるのスレッドでは、レスが1000個に到達した時点で、末尾に1001番目のレスとして終了告知文が自動挿入されるが、書込人数が非常に多い場合や何らかの原因で故障している場合は1001を越えて1002や1003になる場合もある。